# Zheng Zhilong
Zheng Zhilong (Chinees: 鄭芝龍, pinyin: Zheng Zhilong; Nan'an, 1604 - Beijing, 1663) was een Chinese piraat en koopman die leefde in de nadagen van Ming-dynastie. Hij was de vader van Koxinga.

## Biografie

### Vroege jaren
Zheng Zhilong werd geboren in de Chinese provincie Fujian. Zijn vader was een lage ambtenaar in dienst van de districtsgouverneur van Quanzhou. Het is onbekend waarom Zheng verkoos om de zee op te gaan. Eén bron verteld dat hij het bed had gedeeld met zijn stiefmoeder en andere bronnen vermelden alleen dat zijn vader hem door de straten achterna joef en dat Zhilong aan boord van een schip sprong.
Zhilong vertrok eerst naar Macau waar een oom van hem woonde. Tijdens zijn verblijf in Macau liet hij zich tot christen dopen. Hij verkreeg de christelijke naam Nicholas Iquan Gaspard. In welke mate Zhilong katholiek bleef is omstreden, maar er zijn bronnen die erop wijzen dat hij tot aan zijn dood officiële missen liet houden. Hij kreeg van zijn oom de opdracht om een vracht naar Hirado in Japan te brengen. Hier kreeg hij de aandacht van een rijke oudere man, Li Dan. Waarschijnlijk was hun relatie ook seksueel van aard. In Hirado ontmoette Zhilong de Japanse vrouw Tagawa Matsu met wie hij zou huwen bij wie hij Koxinga verwekte.

### In Nederlandse dienst
In 1622 ging Zhilong samen met Li Dan naar de Pescadores om te bemiddelen in het conflict tussen de VOC en de Ming-dynastie. Ze wisten de Nederlanders te overtuigen de archipel te verlaten en zij trokken hierop verder naar Taiwan. De Nederlanders hadden ook vertalers nodig en daarom boden ze Zhilong, die het Portugees machtig was, een baan aan als vertaler. Hij woonde vervolgens enkele jaren in de Nederlandse kolonie op Taiwan tot hij in 1625, na de dood van Li Dan, de piraterij in ging voor de Nederlanders. In de VOC-correspondentie wordt hij Iquan of Equan genoemd.
Zhilong wist snel naam te maken als piraat en in 1627 voerde hij het bevel over vierhonderd jonken en tienduizenden mannen. Met hen teisterde hij de Chinese kust en veroverde vele koopvaardijschepen en werden steden geplunderd. Hij omringde zich met een lijfwacht van zwarte christenen die voor de Portugezen waren gevlucht. Zhilong profileerde zich ook als een Chinese Robin Hood ter zee die van de rijken stal en gaf aan de armen. Ook voorkwam hij dat zijn mannen roofden en plunderden van de lokale bevolking waardoor hij de reputatie kreeg van een goed en rechtvaardig persoon. Door de alsmaar groeiende macht van Zhilong gingen er stemmen op om hem te rekruteren voor de Ming. Zhilong ging akkoord met zijn onderwerping en maakte in 1628 zijn Koutou voor de hoogwaardigheidsbekleders van de Ming.

### Ming-jaren
Na zijn onderwerping aan de Ming nam de macht van Zhilong snel af. Zijn volgelingen hadden behoefte aan buit en door het gebrek aan roofbuit vertrokken veel van zijn aanhangers. Een van hen was Li Kuiqi en hij viel de kustbasis van Zhilong aan en dwong hem en zijn familie om te vluchten. Hierop vroeg Zhilong om hulp aan de gouverneur van Taiwan, Hans Putmans. In februari 1630 voer een Nederlandse vloot onder leiding van Putmans naar China om Zhilong bij te staan en gezamenlijk wisten ze Li Kuiqi te verslaan.
In de jaren die volgden verslechterde de relatie tussen Putmans en Zhilong door het uitblijven van de vrije handel voor de Nederlanders op het Chinese vasteland. Zhilong bouwde tussen 1630 en 1633 bij Xiamen een nieuwe vloot op die gebouwd was naar Europees model. Op 22 oktober 1633 voerde Putmans een verrassingsaanval uit op de vloot van Zhilong en dit resulteerde in de Slag in de Baai van Liaoluo waarin Zhilong met een list wist te triomferen over de Nederlanders. Na de slag liet Zhilong met zijn vergrote macht de gouverneur van Fujian verwijderen en gaf hij de Nederlanders enkele handelsprivileges. In de jaren die volgden had Zhilong veel macht over de Chinese overzeese handel, zo verdiende hij veel geld met de directe handel met Japan en Zuidoost-Azië. Hij kreeg nog een keer te maken met een dreiging, maar ook de piraat Liu Xiang wist hij te verslaan.
In 1640 werd Zhilong gepromoveerd tot gouverneur-generaal van Fujian, een van de hoogste ambten in het keizerrijk. Na de machtsgreep van de Qing-dynastie in 1644 bleef Zhilong trouw aan de Ming. Hij erkende ook verschillende Ming-pretendenten, waaronder Longwu in Fuzhou. Zhilong probeerde zijn keizer te adviseren in staatszaken, maar hun standpunten liepen uiteen. Toen Longwu Zhilong de opdracht gaf om de legers door de bergpassen te sturen weigerde deze. Ondertussen was Zhilong in het geheim onderhandelingen gestart met de Qing en liep hij over naar de Qing.

### Laatste jaren
In 1646 probeerde hij zijn Koxinga, die nog altijd de Ming steunde, over te halen om ook over te lopen naar Qing, maar deze weigerde dit. De Qings waren niet totaal overtuigd van de trouw van Zhilong doordat veel van diens familieleden nog de Ming steunden en daarom vielen de Qing-soldaten laat op een avond het kamp van Zhilong aan. Ze wisten Zhilong gevangen te nemen en namen hem mee naar Beijing waar hij onder huisarrest werd geplaatst. In 1661 werd hij door de Qing geëxecuteerd vanwege dat Koxinga zich weigerde over te geven aan hen.